# Vin Zhang
Zhang Binbin (chinês: 張彬彬, pinyin: Zhāngbīnbīn), também conhecido como Vin Zhang, é um ator chinês nascido em 19 de janeiro de 1993. Estreou como ator no seriado V Love (2014) e recebeu reconhecimento por seus papéis em Crônicas da vida (2016), A Mulher do Rei (2017) Amor Eterno (2017) e A Filha do Fogo (2018).

## Carreira

### 2014 e 2015: início da carreira
Vin Zhang fez sua estreia como ator no drama da web V Love (2014), produzido pelo Jay Walk Studio e exibido na Tencent. Ele também lançou os singles "我们 的 时代" (pinyin: Wǒmen de shídài, lit. ‘Nosso Tempo’) e "天梯 " (pinyin: Tiāntī, lit. ‘Escadas Celestiais’) para o drama.
Em 2015, Zhang atuou como o protagonista no web drama juvenil Back In Time: Long Time No See. 

### 2016 – presente: popularidade crescente
Em fevereiro de 2016, Zhang estrelou no drama histórico Crônicas da vida ao lado de Hawick Lau e Zheng Shuang. A série teve altos índices de audiência e Zhang foi aclamado por internautas e fãs do romance em que a série foi baseada pela interpretação de seu personagem, Nalan Rongruo. Zhang ganhou ainda mais reconhecimento por seu papel como um hacker misterioso na comédia dramática de sucesso Love O2O.
Em 2017, Zhang estrelou a comédia romântica Linda Li Hui Zhen, o remake chinês da série sul-coreana Ela era Linda ao lado de Dilraba Dilmurat e Peter Sheng, interpretando um editor.  Ele então apareceu no xianxia romantico Amor Eterno, interpretando um príncipe demoníaco Li Jing. Com sua interpretação destes três papéis marcantes em sequência Love O2O, Linda Li Hui Zhen She Was Pretty e Amor Eterno, Zhang foi bem avaliado por seu talento como ator, tanto pela mídia quanto pelos fãs.
Mais tarde, em 2017, Zhang foi o protagonista do drama histórico A Mulher do Rei ao lado de Dilraba Dilmurat, no papel de Qin Shi Huang. Ele foi aclamado pela crítica por sua interpretação deste imperador dominador, porém leal.
Em 2018, Zhang estrelou o drama de romance wuxia A Filha do Fogo.
Em 2019, Zhang interpretou o protagonista no drama de romance wuxia Eu Nunca Te Abandonarei ao lado de Ariel Lin. No mesmo ano, ele ainda estrelou o drama romântico no local de trabalho Love Is Fate.
Em 2020, Zhang atuou no drama de suspense de época Eight Strange Cases of the Republic, o drama de segurança cibernética Storm Eye  e o drama de suspense de fantasia Si Teng.
Em 2021, Zhang atua no drama Be Together.

## Obras de caridade
Em 2017, Zhang participou junto com outras celebridades em um projeto ambiental de bem-estar público que incentiva as pessoas a a fazer caridade.  Zhang mais tarde participou da Noite de Caridade das Estrelas do BAZAAR, organizada pela Harpers Bazaar, onde ele fez a doação de ambulâncias.

## Filmografia

### Séries de televisão
| Ano      | Título                                                                                               | Papel               | Rede                                | Notas / Ref.  |
| -------- | --- | ------------------- | ----------------------------------- | ------------- |
| 2014     | Love V (chinês: 微时代, pinyin: Wēi shídài)                                                          | Han Dingyi          | Tencent Viki                        | [ 1 ] [ 29 ]  |
| 2014     | Back In Time: Long Time No See (chinês: 匆匆那年：好久不见, pinyin: Cōngcōng nà nián: Hǎojiǔ bùjiàn) | Qiao Ran            | Sohu TV Viki                        | [ 8 ] [ 30 ]  |
| 2014     | Love's M Shape (chinês: 爱的M型转弯, pinyin: Ài de M xíng zhuǎnwān)                                  | Xiao Jiang          | Youku                               |               |
| 2016     | Crônicas da Vida (chinês: 寂寞空庭春欲晚, pinyin: Jìmò kōng tíng chūn yù wǎn)                        | Nalan Rongruo       | Zhejiang TV Viki                    | [ 31 ]        |
| 2016     | The Legend Of The Monster (chinês: 都市妖奇谈, pinyin: Dūshì yāoqí tánn)                             | Liu Di              | iQiyi                               | [ 32 ]        |
| 2016     | Angle Wings (chinês: 隐形的翅膀, pinyin: Yǐnxíng de chìbǎng)                                         | Duan Gang           | Shenchuan TV                        | [ 33 ]        |
| 2016     | Love O2O (chinês: 微微一笑很倾城, pinyin: Wéiwéi yīxiào hěn qīngchéng)                               | KO                  | Dragon TV, Jiangsu TV, Youku Viki   | [ 34 ] [ 35 ] |
| 2017     | Linda Li Hui Zhen (chinês: 漂亮的李慧珍, pinyin: Piàoliang de lǐhuìzhēn)                             | Lin Yimu            | Hunan TV                            | [ 36 ] [ 37 ] |
| 2017     | Amor Eterno (chinês: 三生三世十里桃花, pinyin: Sān shēng sānshì shílǐ táohuā)                        | Li Jing             | Dragon TV, Zhejiang TV Viki Netflix | [ 38 ]        |
| 2017     | A mulher do rei (chinês: 秦时丽人明月心, pinyin: Qín shí lìrén míngyuè xīn)                          | Ying Zheng          | Zhejiang TV                         | [ 39 ]        |
| 2018     | A Filha do Fogo (chinês: 烈火如歌, pinyin: Lièhuǒ rú gē)                                             | Zhan Feng           | Youku Viki                          | [ 40 ]        |
| 2019     | Eu Nunca Te Abandonarei (chinês: 小女花不弃, pinyin: Xiǎonǚ huā bu qì)                               | Chen Yu / Lian Yike | Zhejiang TV Viki                    | [ 21 ] [ 41 ] |
| 2019     | Love is Fate (chinês: 我爱你这是最好的安排, pinyin: Wǒ ài nǐ zhè shì zuì hǎo de ānpái)               | Xia Yuhang          | Mango TV                            | [ 42 ]        |
| 2020     | Eight Strange Cases of the Republic (chinês: 民国 八大 奇案, pinyin: Mínguó bādà qí àn)              | Luo Yizheng         | Youku                               |               |
| 2020     | Storm Eye (chinês: 暴风 眼, pinyin: Bàofēng yǎn)                                                     | Ma Shang            | Dragon TV, Zhejiang TV Viki         | [ 43 ] [ 44 ] |
| 2020     | 司 藤 Rattan                                                                                         | Qin Fang            | Youku                               | [ 45 ]        |
| 2021     | Be Together (chinês: 我 和 我们 在一起, pinyin: Wǒ hé wǒmen zài yīqǐ)                                | Xu Chengyi          | Mango TV Viki                       | [ 26 ] [ 46 ] |
| Sem data | Song of the Moon (chinês: 月 歌行, pinyin: Yuè gē xíng)                                              | Luo Ge / Lu Li      | iQiyi                               | [ 47 ]        |

### Show de Variedades
| Ano  | Título                                                                 | Função           | Notas / Ref. |
| ---- | ---------------------------------------------------------------------- | ---------------- | ------------ |
| 2018 | 超越 吧！ 英雄 (pinyin: Chāoyuè ba! Yīngxióng, lit. ‘Vá além, herói!’) | Membro do elenco | [ 48 ]       |

## Discografia

### Singles
| Ano  | Título inglês                                                 | Álbum                              | Notas / Ref.                                            |
| ---- | ------------------------------------------------------------- | ---------------------------------- | ------------------------------------------------------- |
| 2014 | 我们 的 时代 (pinyin: Wǒmen de shídài, lit. ‘Nosso tempo’)    | Trilha Sonora de V Love            | com membros do elenco                                   |
| 2014 | 天梯 (pinyin: Tiāntī, lit. ‘Escadas Celestiais’)              | Trilha Sonora de V Love            | com Li Xirui                                            |
| 2016 | 一笑 倾城 (pinyin: Yīxiào qīngchéng, lit. ‘Um Sorriso Lindo’) | Trilha Sonora de Love O2O          | com Zheng Yecheng, Bai Yu, Zhang He e Cui Hang          |
| 2017 | 愛得起 (pinyin: Ài dé qǐ, lit. ‘Amar Por Inteiro’)            | Trilha Sonora de Linda Li Hui Zhen | com Li Xirui                                            |
| 2019 | 团圆 年 (pinyin: Tuányuán nián, lit. ‘Ano de Reunião’)        |                                    | Performance para Performance para CCTV Lantern Festival |

## Prêmios e indicações
| Ano  | Prêmio                                                       | Categoria                          | Trabalho nomeado        | Resultado | Ref.   |
| ---- | ------------------------------------------------------------ | ---------------------------------- | ----------------------- | --------- | ------ |
| 2016 | Fashion Power Awards                                         | Prêmio Artista Iniciante           | —                       | Venceu    | [ 51 ] |
| 2017 | Instyle Icon Awards                                          | Artista Masculino Mais Popular     | —                       | Venceu    | [ 52 ] |
| 2017 | Prêmio Weibo Fashion                                         | O Artista Iniciante Mais Talentoso | —                       | Venceu    | [ 53 ] |
| 2017 | 9º China TV Drama Awards                                     | Ator mais promissor                | —                       | Venceu    | [ 54 ] |
| 2019 | CCTV Spring Gala                                             | Papel Modelo Jovem                 | —                       | Venceu    | [ 55 ] |
| 2019 | Golden Bud - O Quarto Festival de Cinema e Televisão da Rede | Melhor Ator                        | Eu Nunca Te Abandonarei | Indicado  | [ 56 ] |
| 2019 | Golden Bud - O Quarto Festival de Cinema e Televisão da Rede | Melhor Ator                        | Love Is Fate            | Indicado  | [ 56 ] |